# Pico Almanzor
El pico Almanzor, a veces citado como Plaza del Moro Almanzor, es una montaña de la península ibérica, la cumbre más alta de la sierra de Gredos y de todo el sistema Central, con 2591 m sobre el nivel del mar y una prominencia de 1690 m. Está ubicado en la provincia española de Ávila.

## Geografía
Se localiza en la provincia española de Ávila, perteneciente a la comunidad autónoma de Castilla y León. Su cumbre forma parte de la divisoria entre los municipios de Candeleda y Zapardiel de la Ribera.
Está considerado un «pico ultraprominente», categoría que incluye a las montañas con una prominencia mayor de 1500 m. El Almanzor es un pico muy poco erosionado, de formación granítica, levantado durante la orogenia alpina. Es una de las montañas que circundan el circo glaciar de Gredos y su entorno es hábitat de una subespecie de la salamandra común, Salamandra salamandra almanzoris, que toma su nombre del pico y que es endémica de unos pocos valles glaciares de la sierra.

## Etimología
El nombre proviene de Almanzor, líder militar y religioso durante el Califato de Córdoba. La leyenda cuenta que Almanzor fue el primero en subir a este pico, según la tradición lo habría hecho a caballo. Después de combatir a los cristianos en la zona de Béjar, Almanzor vendría a descansar con sus tropas a la ribera del Tormes. Tras oír hablar a los lugareños de una extraña y recóndita laguna —se sobreentiende que la Laguna Grande de Gredos— se habría hecho guiar hasta ésta y habría ascendido al más alto de los picos circundantes.

## Historia

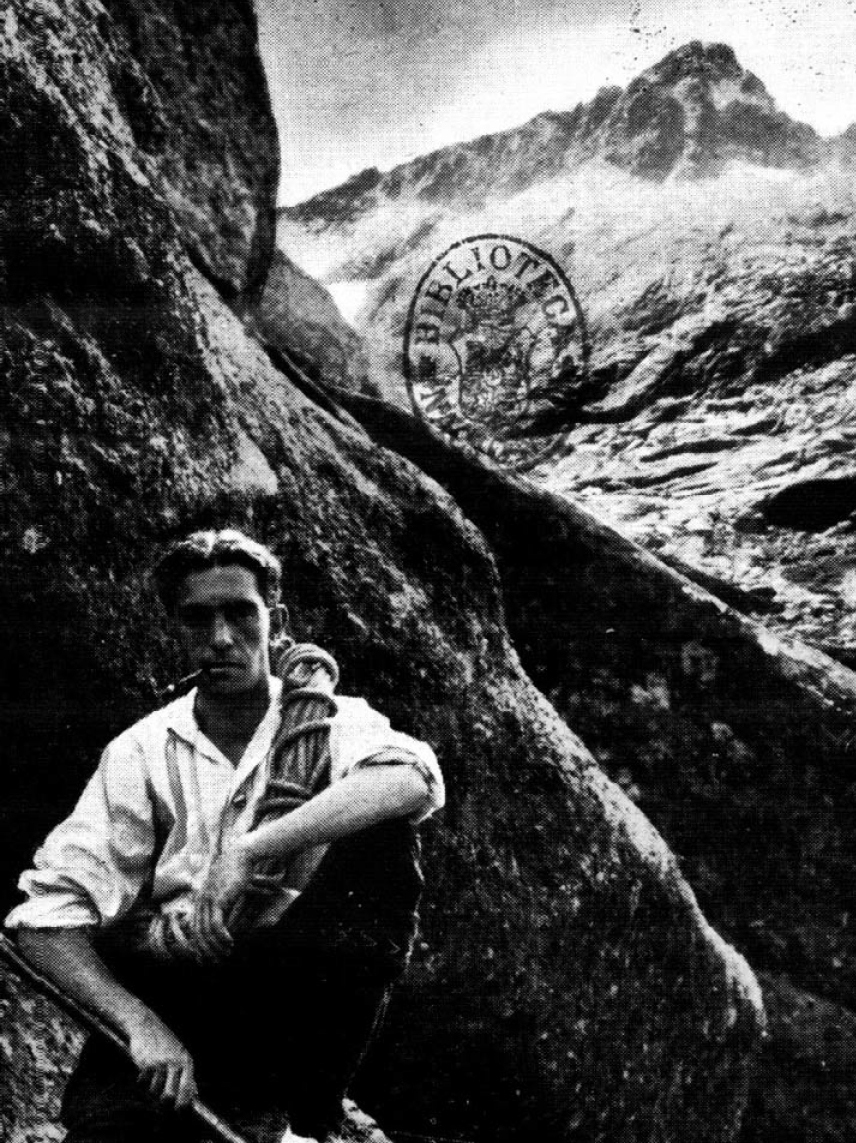
El montañero José F. Zabala posando frente al pico a comienzos del

El Almanzor fue escalado por primera vez en septiembre de 1899 por Manuel González de Amezúa y José Ibrián Espada, y la primera ascensión invernal fue realizada en 1903 de nuevo por Amezúa e Ibrián Espada, acompañados esta vez por Ontañón y Abricarro. En 1960 se colocó una cruz de hierro forjado en su cima, para sustituir a la barra que ocupaba este lugar y que había desaparecido en 1959 al impactar supuestamente sobre ella un rayo.

## Ascensión
Su ascensión es sólo recomendable a montañeros con algo de experiencia. La vía normal de acceso se efectúa por la Laguna Grande de Gredos y el refugio Laguna Grande de Gredos (1945 m), la Hoya Antón y las portillas Bermeja (2416 m) y del Crampón. Tras alcanzar esta última se divisa el Cuerno del Almanzor, un llamativo penacho rocoso que se levanta sobre las Canales Oscuras. La última trepada entra dentro del segundo grado de escalada UIAA. Hay otra vía de acceso menos utilizada, partiendo de la población de El Raso se asciende por una pista forestal hasta la plataforma del Jornillo, continuando a pie por la Peña de Chilla hasta coincidir con la primera ruta en la portilla Bermeja. Aunque en verano no hace falta ningún tipo de material para realizarla, en invierno y con hielo o nieve es necesario el uso de cuerda, piolet y crampones. El Almanzor no está exento de peligro, como atestigua el fallecimiento de distintos montañeros en su ascensión a la cumbre.

## Galería

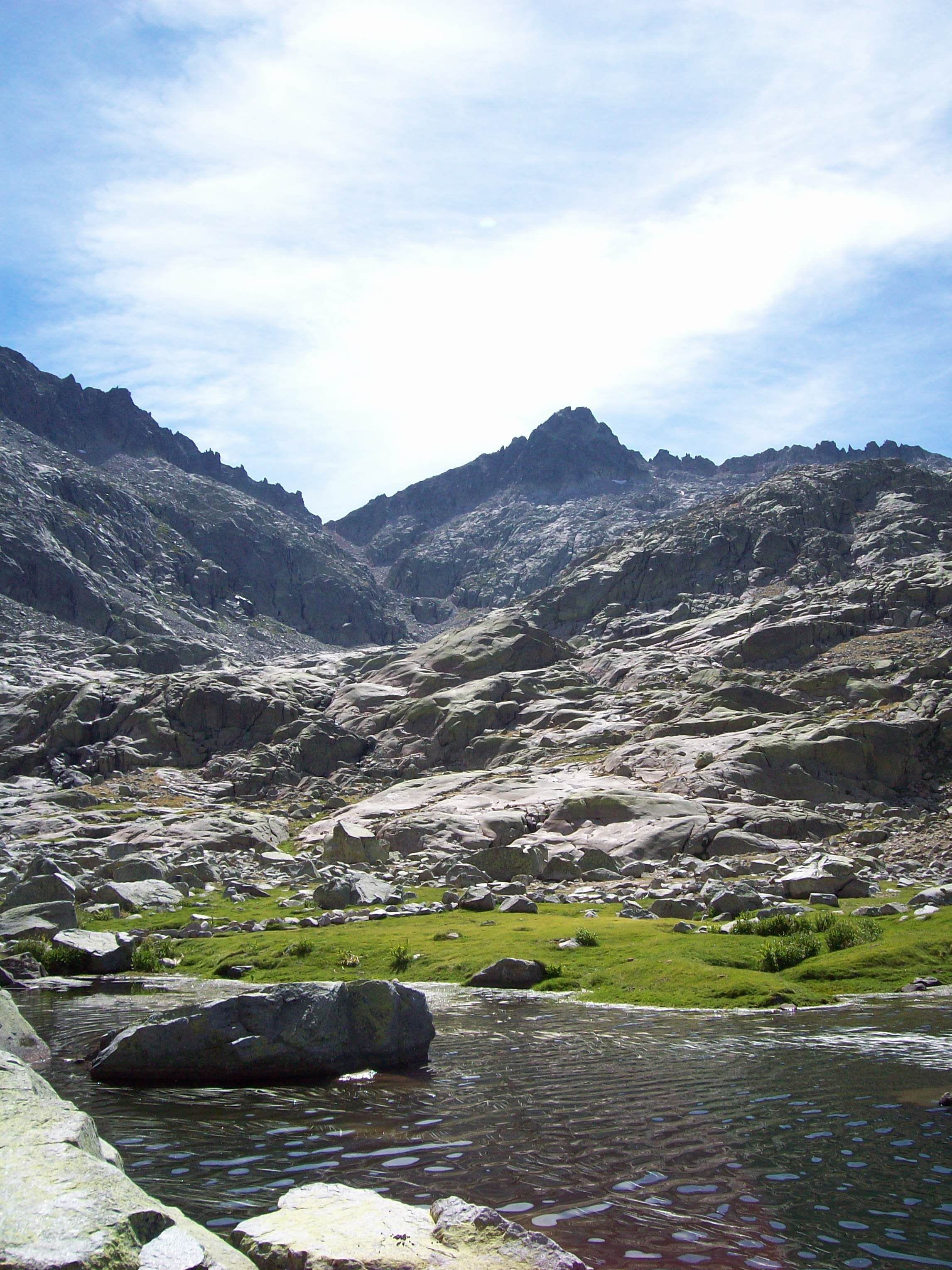
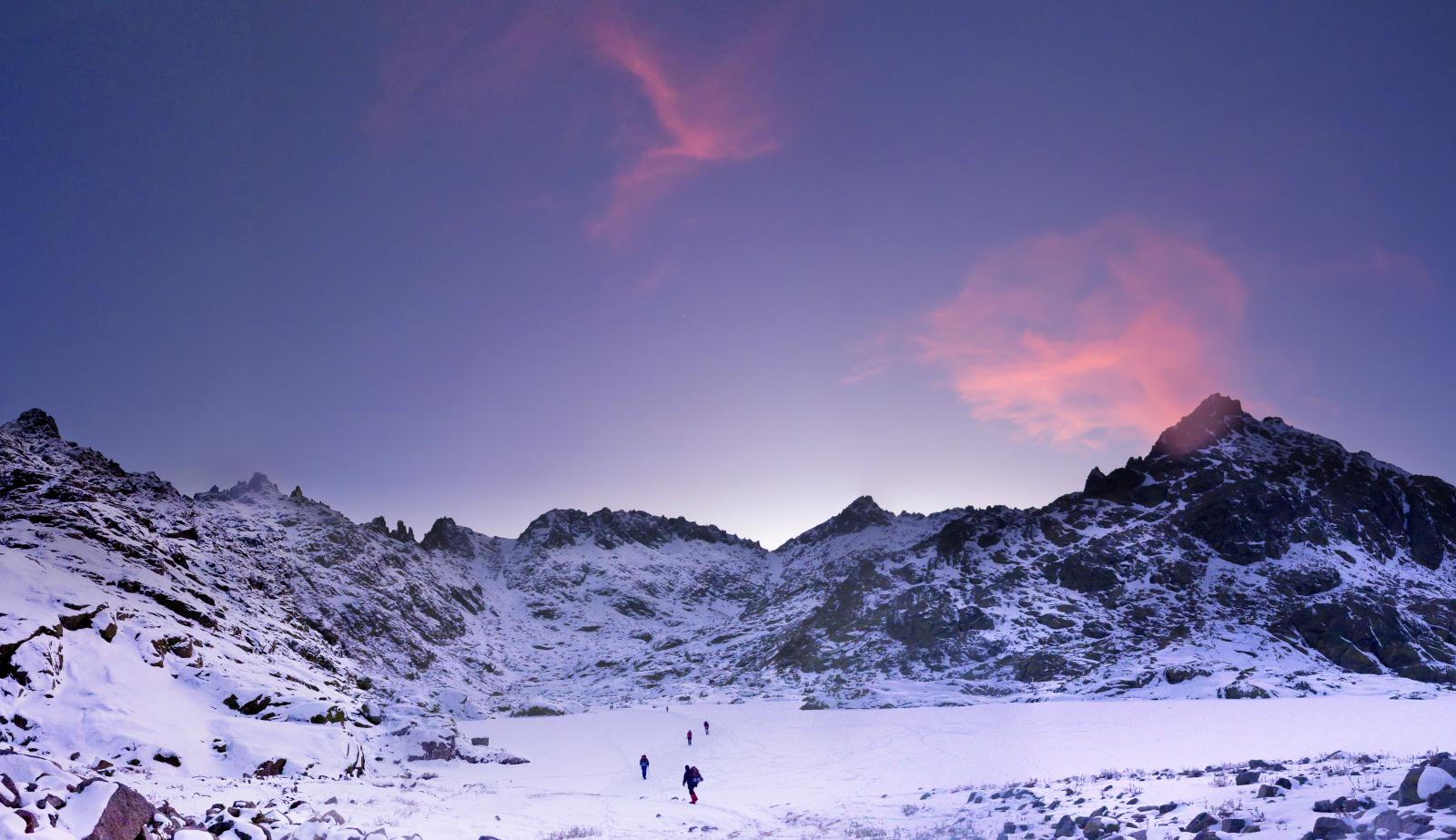
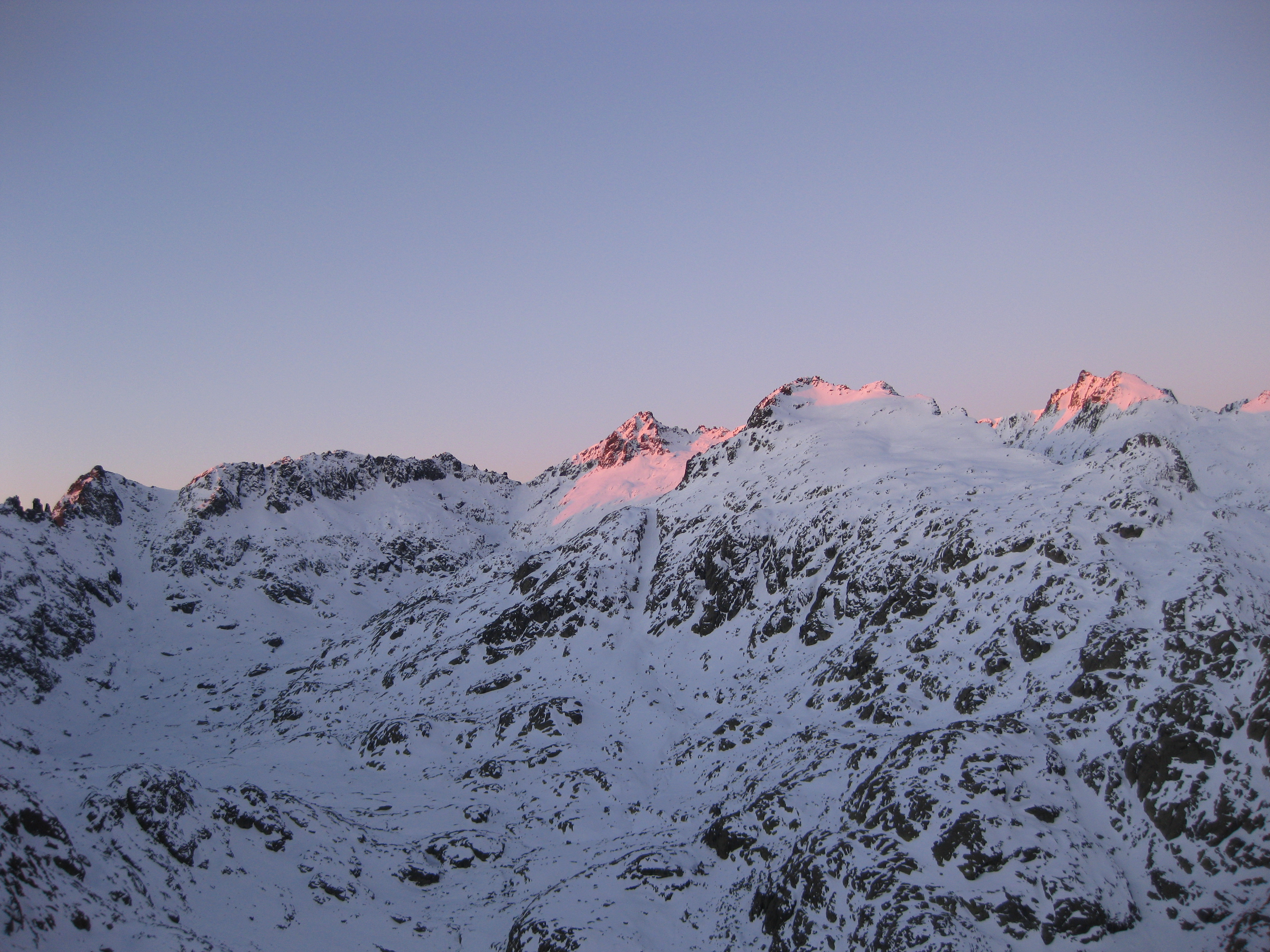
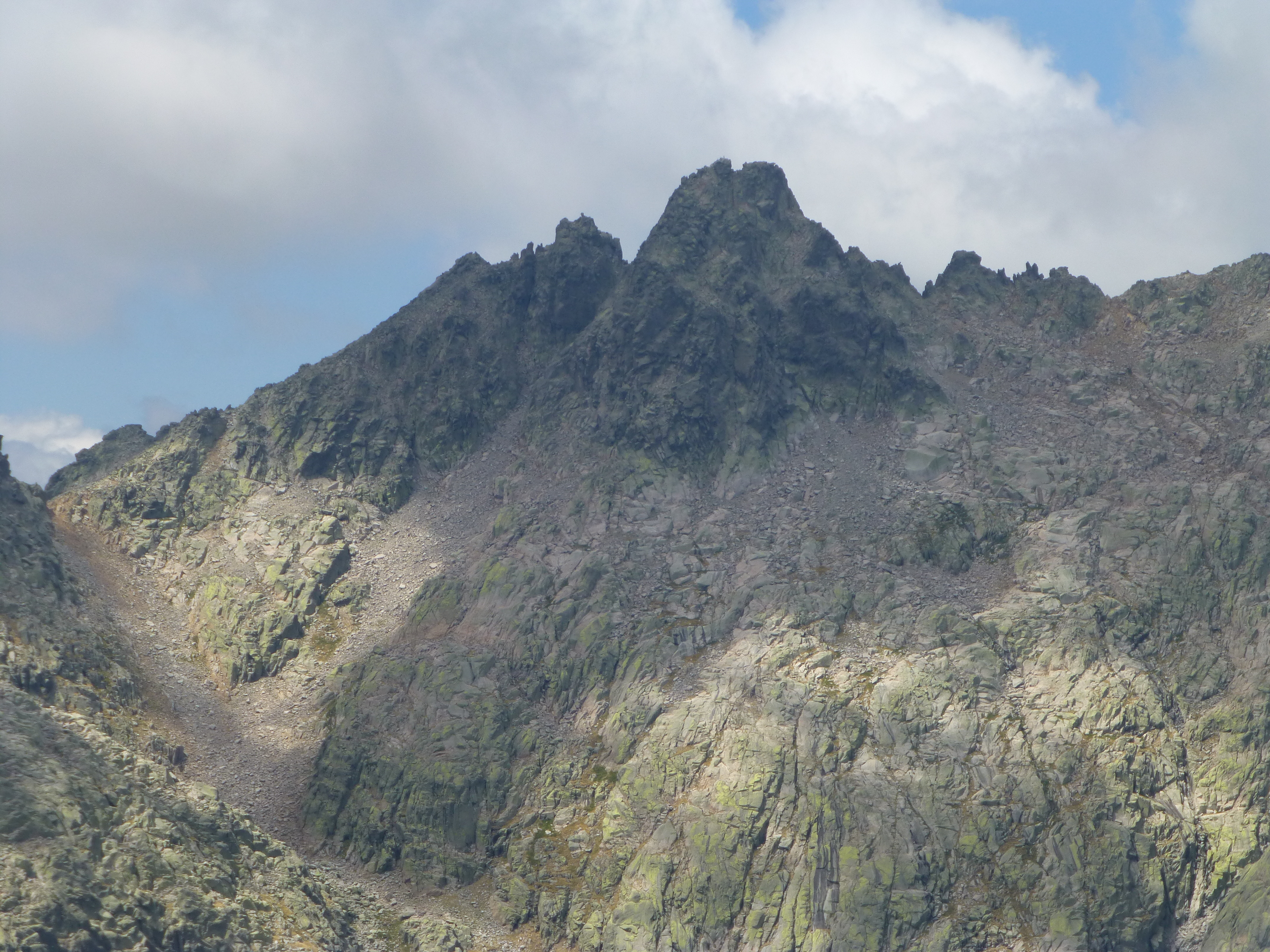
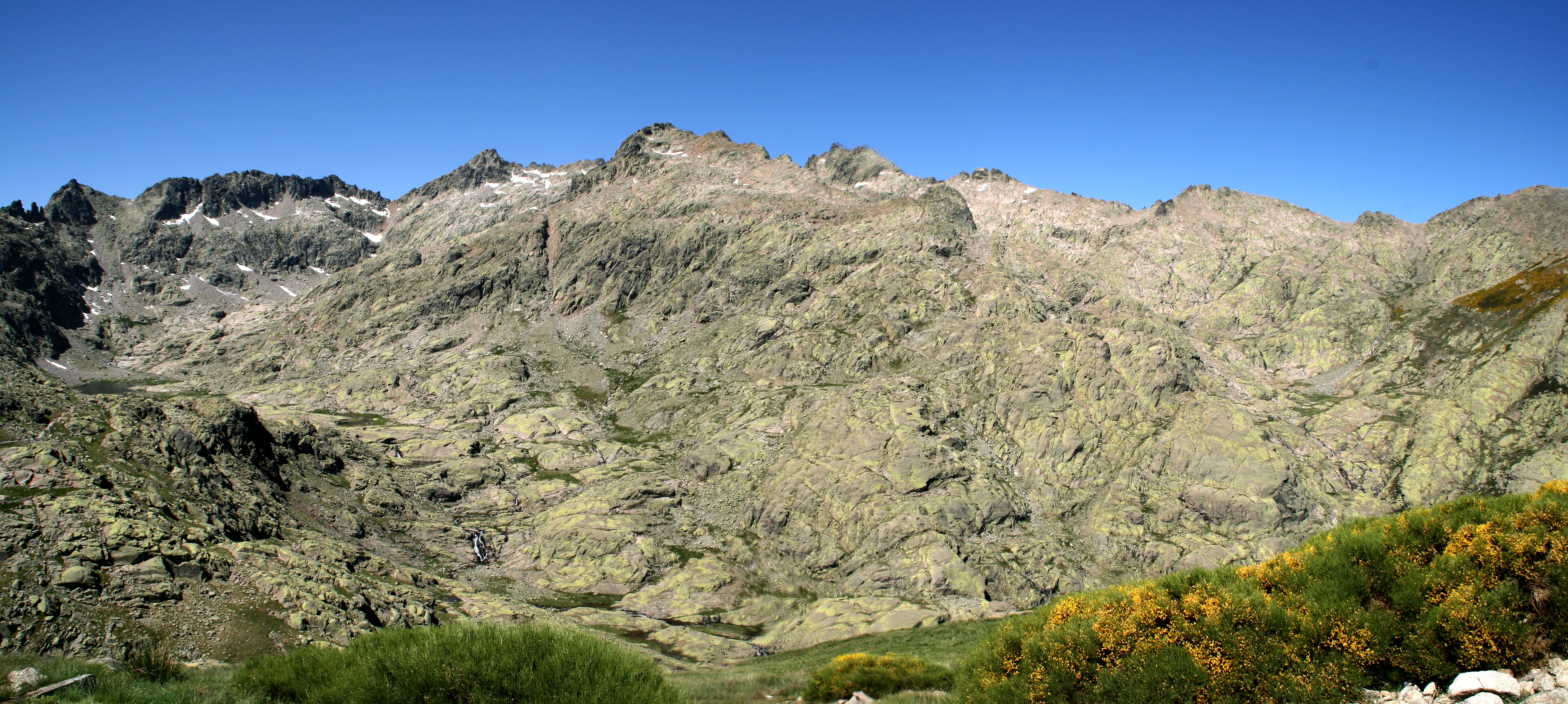
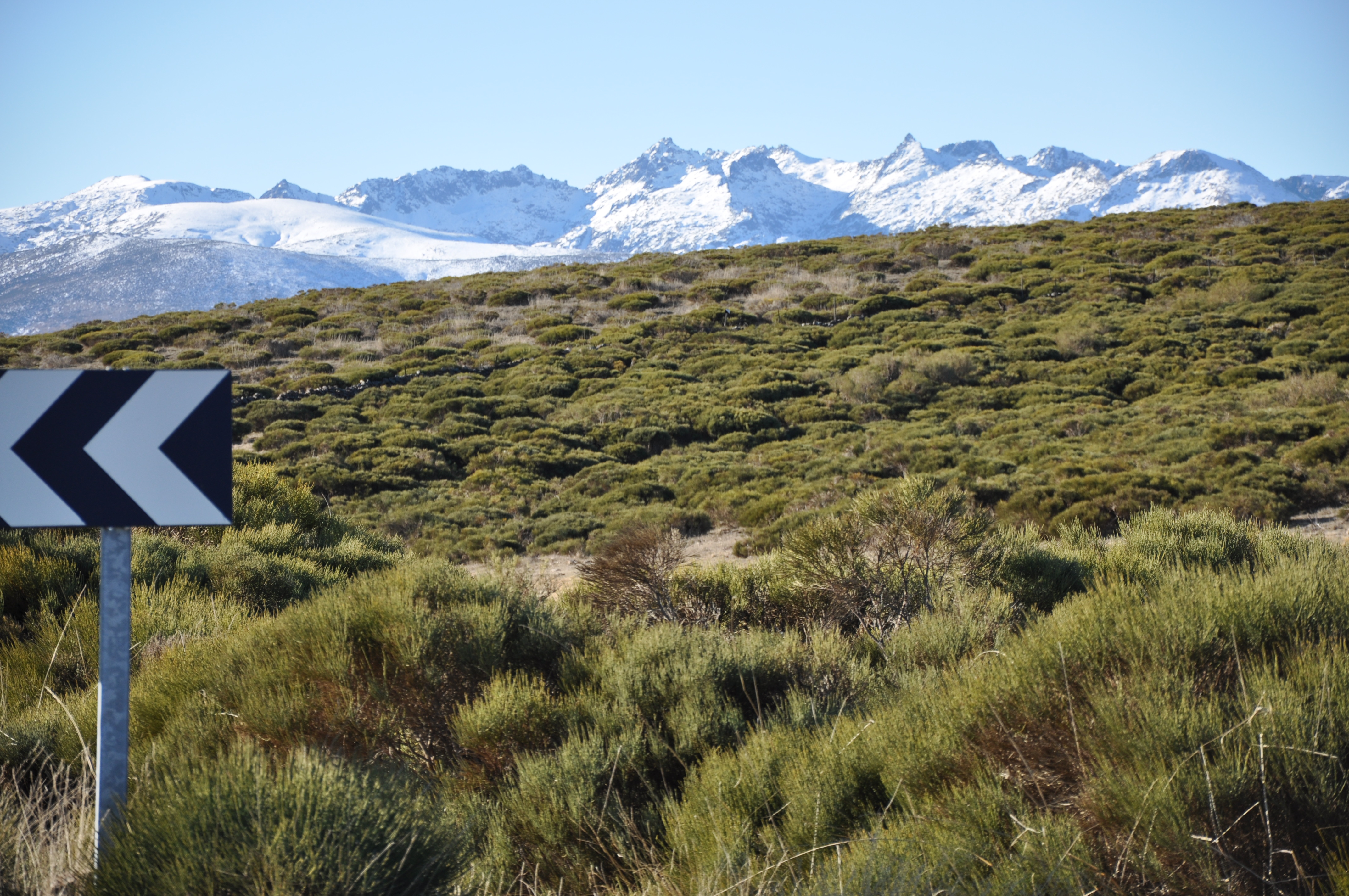